# Klemens (uzurpator)
Clemens (zm. 16 n.e.) – przywódca buntu w Cesarstwie Rzymskim w czasach panowania Tyberiusza.
Był niewolnikiem Agrypy Postumusa, wnuka Augusta, zamordowanego na początku rządów Tyberiusza w 14 n.e. Po śmierci swego pana wykradł jego prochy, a następnie udał się do Etrurii, zapuścił włosy i brodę, by upodobnić się do Agrypy i utrzymywał, że to on jest nim. W 16 n.e. zgromadził pewną liczbę zwolenników w Galii i Italii. Podczas marszu na Rzym (w Ostii miał go witać spory tłum) został pochwycony z polecenia Tyberiusza przez Gajusza Salustiusza Kryspusa i po torturach stracony. Według Kasjusza Diona Tyberiusz miał zapytać Klemensa: „Jak stałeś się Agryppą?” i w odpowiedzi usłyszał: „W taki sam sposób jak ty zostałeś Cezarem”.